# Records du Danemark d'athlétisme

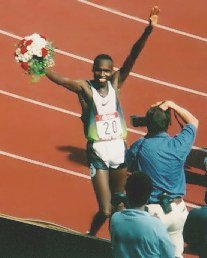
Wilson Kipketer en 1997 à Cologne à l'occasion de son record de Danemark du 800 mètres (ancien record du monde).

Les records du Danemark d'athlétisme sont les meilleures performances réalisées par des athlètes danois et homologuées par la Fédération danoise d'athlétisme (DAF).

## Plein air

### Hommes
| Épreuve              | Record | Athlète                                                                               | Date              | Compétition                                     | Lieu              | Réf.   |
| -------------------- | --- | ------------------------------------------------------------------------------------- | ----------------- | ----------------------------------------------- | ----------------- | ------ |
| 100 m                | 10 s 11 (-0,1 m/s) | Simon Hansen                                                                          | 29 juin 2024      | Championnats du Danemark                        | Hvidovre          | [ 1 ]  |
| 200 m                | 20 s 48 (+0,3 m/s) | Tazana Kamanga-Dyrbak                                                                 | 11 avril 2021     |                                                 | Lusaka            | [ 2 ]  |
| 400 m                | 45 s 41 | Gustav Lundholm Nielsen                                                               | 14 juillet 2024   | Résisprint                                      | La Chaux-de-Fonds | [ 3 ]  |
| 800 m                | 1 min 41 s 11 | Wilson Kipketer                                                                       | 24 août 1997      |                                                 | Cologne           |        |
| 1 500 m              | 3 min 31 s 17 | Robert Andersen                                                                       | 13 août 1997      | Weltklasse Zurich                               | Zurich            |        |
| Mile                 | 3 min 50 s 79 | Robert Andersen                                                                       | 26 août 1997      | ISTAF                                           | Berlin            |        |
| 3 000 m              | 7 min 43 s 78 | Mogens Guldberg                                                                       | 13 septembre 1989 |                                                 | Jerez             |        |
| 5 000 m              | 13 min 22 s 74 | Joel Ibler Lillesø                                                                    | 15 juin 2024      | Night of Athletics                              | Heusden           | [ 4 ]  |
| 10 000 m             | 27 min 54 s 76 | Carsten Jørgensen                                                                     | 4 avril 1998      | Coupe d'Europe du 10 000 mètres                 | Lisbonne          |        |
| 5 kilomètres         | 13 min 42 s | Axel Vang Christensen                                                                 | 13 février 2022   |                                                 | Monaco            |        |
| 10 kilomètres        | 28 min 16 s | Jacob Sommer Simonsen                                                                 | 12 janvier 2025   |                                                 | Valence           |        |
| Semi-marathon        | 1 h 1 min 55 s | Carsten Jørgensen                                                                     | 27 septembre 1998 | Championnats du monde de semi-marathon          | Uster             |        |
| Marathon             | 2 h 7 min 51 s | Jacob Sommer Simonsen                                                                 | 29 septembre 2024 | Marathon de Berlin                              | Berlin            | [ 5 ]  |
| 110 m haies          | 13 s 50 (+1,0 m/s) | Andreas Martinsen                                                                     | 20 juin 2017      | Copenhagen Athletics Games                      | Copenhague        | [ 6 ]  |
| 400 m haies          | 50 s 01 | Nicolai Hartling                                                                      | 10 août 2019      | Championnats d'Europe par équipes seconde ligue | Varazdin          |        |
| 3 000 m steeple      | 8 min 20 s 42 | Ole Hesselbjerg                                                                       | 8 juin 2021       | Paavo Nurmi Games                               | Turku             | [ 7 ]  |
| Saut en hauteur      | 2,28 m | Janick Klausen                                                                        | 20 juin 2019      |                                                 | Essen             |        |
| Saut à la perche     | 5,75 m | Piotr Buciarski                                                                       | 27 avril 2002     | Meeting du Conseil général de la Martinique     | Fort-de-France    |        |
| Saut en longueur     | 8,25 m (+0,5 m/s) | Morten Jensen                                                                         | 2 juillet 2005    | Världsungdomsspelen                             | Göteborg          | [ 8 ]  |
| Triple saut          | 16,88 m (+0,6 m/s) | Anders Møller                                                                         | 7 août 2011       | Championnats nationaux                          | Copenhague        | [ 9 ]  |
| Lancer du poids      | 21,61 m | Joachim Olsen                                                                         | 13 juin 2007      |                                                 | Copenhague        |        |
| Lancer du disque     | 61,30 m | Steen Hedegård                                                                        | 30 août 1977      |                                                 | Copenhague        |        |
| Lancer du marteau    | 77,02 m | Jan Bielecki (en)                                                                     | 8 septembre 2002  |                                                 | Bad Köstritz      |        |
| Lancer du javelot    | 81,22 m | Kenneth Petersen                                                                      | 5 août 1989       | Coupe d'Europe Finale C                         | Copenhague        | [ 10 ] |
| Décathlon            | 7 994 pts | Lars Warming                                                                          | 18–19 juin 1988   | Hypo-Meeting                                    | Götzis            |        |
| Décathlon            | 11 s 08 (-1,4 m/s) (100 m), 7,31 m (1,3 m/s) (longueur), 13,54 m (poids), 1,93 m (hauteur), 48 s 03 (400 m) / 14 s 34 (0,9 m/s) (110 m haies), 42,60 m (disque), 4,70 m (perche), 51,94 m (javelot), 4 min 17 s 35 (1 500 m) |                                                                                       |                   |                                                 |                   |        |
| 20 km marche (route) | 1 h 22 min 18 s | Claus Jørgensen (en)                                                                  | 11 mai 1996       |                                                 | Eisenhüttenstadt  |        |
| 50 km marche (route) | 3 h 51 min 46 s | Jacob Sørensen                                                                        | 15 juin 2002      |                                                 | Dublin            |        |
| 4 × 100 m            | 38 s 16 | Équipe nationale Simon Hansen Tazana Kamanga-Dyrbak Kojo Musah Frederik Schou-Nielsen | 5 août 2021       | Jeux olympiques                                 | Tokyo             | [ 11 ] |
| 4 × 400 m            | 3 min 7 s 08 | Équipe nationale Jacob Riis Andreas Bube Nicklas Hyde Nick Ekelund-Arenander          | 2 juillet 2011    | Keien Meeting                                   | Uden              | [ 12 ] |

### Femmes
| Épreuve              | Record | Athlète                                                                                     | Date              | Compétition                             | Lieu           | Réf.   |
| -------------------- | --- | ------------------------------------------------------------------------------------------- | ----------------- | --------------------------------------- | -------------- | ------ |
| 100 m                | 11 s 32 (+0,2 m/s) | Ida Karstoft                                                                                | 11 juin 2022      | Copenhagen Open                         | Hvidovre       |        |
| 200 m                | 22 s 60 (+1,4 m/s) | Ida Karstoft                                                                                | 12 avril 2024     | Tom Jones Memorial                      | Gainesville    | [ 13 ] |
| 400 m                | 52 s 84 | Rikke Rønholt                                                                               | 6 juillet 2006    |                                         | Århus          |        |
| 800 m                | 2 min 00 s 10 | Annemarie Nissen                                                                            | 8 août 2023       |                                         | Tampere        | [ 14 ] |
| 1 500 m              | 4 min 05 s 34 | Sofia Thøgersen                                                                             | 19 août 2023      | Championnats du monde                   | Budapest       | [ 15 ] |
| Mile                 | 4 min 30 s 2 | Loa Olafsson                                                                                | 25 mai 1978       |                                         | Copenhague     |        |
| 3 000 m              | 8 min 42 s 3 | Loa Olafsson                                                                                | 27 juin 1978      | Bislett Games                           | Oslo           |        |
| 5 000 m              | 15 min 07 s 70 | Anna-Emilie Møller                                                                          | 14 juillet 2019   | Championnats d'Europe espoirs           | Gävle          | [ 16 ] |
| 10 000 m             | 31 min 45 s 35 | Loa Olafsson                                                                                | 6 avril 1978      |                                         | Copenhague     |        |
| 5 kilomètres         | 15 min 36 s | Anna-Emilie Møller                                                                          | 17 février 2019   |                                         | Monaco         |        |
| 10 kilomètres        | 32 min 06 s | Dorthe Rasmussen                                                                            | 9 janvier 1983    |                                         | Miami          |        |
| Semi-marathon        | 1 h 11 min 7 s | Sara Schou Kristensen                                                                       | 11 février 2024   | Semi-marathon de Barcelone              | Barcelone      | [ 18 ] |
| Marathon             | 2 h 29 min 34 s | Dorthe Rasmussen                                                                            | 23 avril 1989     | Marathon de Londres                     | Londres        |        |
| 100 m haies          | 12 s 83 (+2,0 m/s) | Mette Graversgaard                                                                          | 24 mai 2023       | Meeting "Citta' Di Savona"              | Savone         | [ 19 ] |
| 400 m haies          | 53 s 55 | Sara Slott Petersen                                                                         | 18 août 2016      | Jeux olympiques                         | Rio de Janeiro | [ 20 ] |
| 3 000 m steeple      | 9 min 13 s 46 | Anna-Emilie Møller                                                                          | 30 septembre 2019 | Championnats du monde                   | Doha           | [ 21 ] |
| Saut en hauteur      | 1,94 m | Pia Zinck                                                                                   | 8 août 1997       | Championnats du monde                   | Athènes        |        |
| Saut à la perche     | 4,55 m | Caroline Bonde Holm                                                                         | 17 août 2022      | Championnats d'Europe                   | Munich         | [ 22 ] |
| Saut en longueur     | 6,96 m (+2,0 m/s) | Renata Nielsen                                                                              | 5 juin 1994       |                                         | Séville        |        |
| Triple saut          | 13,99 m (+0,8 m/s) | Janne Nielsen                                                                               | 13 septembre 2020 | Championnats de France                  | Albi           | [ 23 ] |
| Lancer du poids      | 16,97 m | Thea Jensen                                                                                 | 26 mai 2022       | NCAA Est                                | Bloomington    | [ 24 ] |
| Lancer du disque     | 62,22 m | Lisa Brix Pedersen                                                                          | 24 juin 2023      | Championnats du Danemark                | Aalborg        | [ 25 ] |
| Lancer du marteau    | 74,22 m | Katrine Koch Jacobsen                                                                       | 8 juin 2022       | P-T-S meeting                           | Trnava         | [ 26 ] |
| Lancer du javelot    | 64,83 m | Christina Scherwin                                                                          | 9 septembre 2006  | Finale mondiale de l'IAAF               | Stuttgart      | [ 27 ] |
| Heptathlon           | 5 833 pts | Betty Jensen                                                                                | 26 mai 2024       | Mangekamps Tribute 2024                 | Greve          | [ 28 ] |
| Heptathlon           | 13 s 83 (-0,3 m/s) (100 m haies), 1,66 m (hauteur), 12,81 m (poids), 24 s 61 (+1,8 m/s) (200 m) / 6,05 m (+1,7 m/s) (longueur), 39,95 m (javelot), 2 min 17 s 70 (800 m) |                                                                                             |                   |                                         |                |        |
| 20 km marche (route) | 1 h 45 min 28 s | Gunhild Kristiansen                                                                         | 9 mai 1986        |                                         | Värnamo        |        |
| 4 × 100 m            | 43 s 46 | Équipe nationale Mette Graversgaard Mathilde U. Kramer Astrid Glenner-Frandsen Ida Karstoft | 22 juillet 2022   | Championnats du monde d'athlétisme 2022 | Eugene         | }      |
| 4 × 400 m            | 3 min 36 s 2 | Équipe nationale Birgitte Jennes Kirsten Hoiler Pia Lund Annelise Damm-Olesen               | 19 septembre 1969 | Championnats d'Europe                   | Athènes        | [ 30 ] |

## Salle

### Hommes
| Discipline       | Performance        | Athlète                          | Compétition                                              | Lieu                     | Date                                             |
| ---------------- | ------------------ | -------------------------------- | -------------------------------------------------------- | ------------------------ | ------------------------------------------------ |
| 60 m             | 6 s 65             | Benjamin Hecht Kristoffer Hari   | Championnats du Danemark en salle Razorback Invitational | Malmö Skive Fayetteville | 20 février 1999 19 février 2017 1er février 2020 |
| 200 m            | 20 s 97            | Benjamin Lobo Vedel              | SEC Championships                                        | Fayetteville             | 22 février 2019                                  |
| 400 m            | 46 s 07            | Benjamin Lobo Vedel              | Championnats NCAA                                        | Birmingham               | 9 mars 2019                                      |
| 800 m            | 1 min 42 s 67 (WR) | Wilson Kipketer                  | Championnats du monde en salle                           | Paris                    | 9 mars 1997                                      |
| 1 500 m          | 3 min 38 s 85      | Mogens Guldberg                  |                                                          | Séville                  | 28 février 1991                                  |
| 3 000 m          | 7 min 44 s 76      | Mogens Guldberg                  | Championnats du monde en salle                           | Séville                  | 9 mars 1991                                      |
| 5 000 m          | 14 min 22 s 54     | Lars Juhl                        |                                                          |                          | 11 mars 2000                                     |
| 60 m haies       | 7 s 68             | Andreas Martinsen                | Championnats d'Europe en salle                           | Belgrade                 | 3 mars 2017                                      |
| Saut en hauteur  | 2,27 m             | Michael Mikkelsen Janick Klausen | Championnats d'Europe en salle                           | Glasgow Paris            | 4 mars 1990 4 mars 2011                          |
| Saut à la perche | 5,72 m             | Martin Voss                      |                                                          | Malmö                    | 25 février 1995                                  |
| Saut en longueur | 8,18 m             | Morten Jensen                    | Göteborg EUROjump                                        | Göteborg                 | 8 février 2006                                   |
| Triple saut      | 17,01 m            | Anders Møller                    | Championnats de Suède en salle                           | Malmö                    | 25 février 2006                                  |
| Lancer du poids  | 21,63 m            | Joachim Olsen                    | Tallinn Jumping Gala                                     | Tallinn                  | 25 février 2004                                  |
| Heptathlon       | 5 542 points       | Lars Warming                     |                                                          | Århus                    | 12-13 février 1988                               |
| 4 × 400 m        |                    |                                  |                                                          |                          |                                                  |

### Femmes
| Discipline       | Performance   | Athlète             | Compétition                                         | Lieu            | Date                        | Réf.   |
| ---------------- | ------------- | ------------------- | --------------------------------------------------- | --------------- | --------------------------- | ------ |
| 60 m             | 7 s 24        | Ida Karstoft        | Aarhus Sprint'n'Jump                                | Aarhus          | 2 mars 2022                 |        |
| 200 m            | 23 s 22       | Ida Karstoft        | Nordic Indoor Match                                 | Uppsala         | 13 février 2022             |        |
| 400 m            | 52 s 59       | Sara Petersen       | Nordenkampen                                        | Växjö           | 13 février 2016             |        |
| 800 m            | 2 min 02 s 33 | Heidi Jensen        | XL Galan                                            | Stockholm       | 17 février 2000             |        |
| 1 500 m          | 4 min 10 s 20 | Tina Krebs          |                                                     | East Rutherford | 9 février 1985              |        |
| 3 000 m          | 9 min 11 s 65 | Maja Alm            | Championnats du Danemark en salle                   | Skive           | 17 février 2019             |        |
| 60 m haies       | 7 s 96        | Mette Graversgaard  | Championnats d'Europe en salle                      | Istanbul        | 4 mars 2023                 | [ 31 ] |
| Saut en hauteur  | 1,90 m        | Pia Zinck           | Championnats du monde en salle Hochsprung mit Musik | Paris Arnstadt  | 7 mars 1997 30 janvier 1998 |        |
| Saut à la perche | 4,44 m        | Caroline Bonde Holm | Nordic Indoor Match                                 | Uppsala         | 13 février 2022             |        |
| Saut en longueur | 6,77 m        | Renata Nielsen      | Championnats du monde en salle                      | Barcelone       | 12 mars 1995                |        |
| Triple saut      | 13,60 m       | Janne Nielsen       | Nordenkampen                                        | Uppsala         | 11 février 2018             |        |
| Lancer du poids  | 16,76 m       | Trine Mulbjerg      | World Indoor Throwing                               | Växjö           | 28 février 2015             |        |
| Pentathlon       | 4 072 pts     | Tine Bach Ejlersen  | Championnats du Danemark en salle                   | Århus           | 2 février 2013              |        |
| 4 × 400 m        |               |                     |                                                     |                 |                             |        |